# Four Jacks and a Jill
Four Jacks and a Jill war eine südafrikanische Popband.

## Bandgeschichte
Die vier Mitglieder der Band gründeten in ihrer Heimat Südafrika 1964 die Gruppe Nevada, blieben aber relativ erfolglos. Nach Image-, Frisur- und Namenswechsel hatte sie als Zombies mehr Erfolg. Mit der Sängerin Glenys Lynne benannten sie ihre Band Four Jacks & a Jill, die um 1968 international erfolgreich war.
Ihre zunehmende Popularität verhalf ihnen zu einem Plattenvertrag. Mit dem Titel Timothy hatten sie 1967 einen ersten Hit in ihrer Heimat. Es folgte der Song Master Jack. Dieser Titel war nicht nur ein Erfolg in Südafrika, die Band schaffte es damit sogar in die US-amerikanischen Charts auf Platz 3 der Easy-Listening-Charts und in die Top 20 der offiziellen Charts.
Auch die Nachfolgesingle Mister Nico und das Album Master Jack waren noch kleinere Erfolge in den USA. In ihrer Heimat blieben die Four Jacks and a Jill weiterhin populär. 1983 löste sich die Band auf, 2000 wurde sie wiedergegründet.

## Bandmitglieder
- Glenys Lynne Mynott (* 5. Mai 1945), Sängerin
- Bruce Bark, Gitarre, Saxophon, Mundharmonika
- Till Hannamann, Gitarre, Keyboard
- Clive Harding, Bass-Gitarre
- Anthony Hughes, Schlagzeug

## Diskografie
Alben
- Listen, Listen (1966)
- Four Jacks and a Jill (1967)
- The House with the White Washed Gables (1967)
- Master Jack (1968)
- Fables (1968)
- The Sunny Side of Four Jacks and a Jill (1968)
- Now! (1969)
- Jill (1970)
- 4 Jacks and a Jill Live (1975)
- Sell a Million (1976)
- On the Move (1977)
- Boy On the Border (1978)
- Sweet Sweet Love (1981)
- Shawman (1982)

Singles (Auswahl)
- Timothy (1967)
- Master Jack (1968)
- Mister Nico (1968)
- Grandfather Dugan (1968)
- Sell a Million (1975)